# 小行星78394
小行星78394（78394 Garossino）是一颗绕太阳运转的小行星，为主小行星带小行星。该小行星于2002年8月9日发现。
該小行星以加拿大地球物理學家和業餘天文學家保羅·加羅西諾（Paul Garossino）命名。

## 轨道参数
小行星78394的轨道半长轴为2.4435791 UA，离心率为0.096。